# 佐藤京子
佐藤京子（日语：／ Satō Kyōko，1966年5月6日—），日本女子田径运动员。她曾代表日本参加2004年夏季残疾人奥林匹克运动会田径比赛，获得女子铁饼F32-34/51-53级银牌。